# Шочикалько
Шочикалько (аст. Xochicalco) — древнее доколумбовское поселение в западной части мексиканского штата Морелос. Название переводится с ацтекского как «дом цветов». Место раскопок расположено в 38 км к юго-западу от города Куэрнавака. Расцвет Шочикалько в качестве политического, религиозного и торгового центра пришёлся на период, последовавший после распада великих государств Центральной Америки, таких как Теотиуакан, Монте-Альбан, Паленке и Тикаль.
С точки зрения архитектуры и иконографии Шочикалько похож на Теотиуакан, города цивилизации майя и культуры Матлацинка из долины Толука. В настоящее время некоторые жители близлежащей деревни говорят по-ацтекски.

## Основные памятники

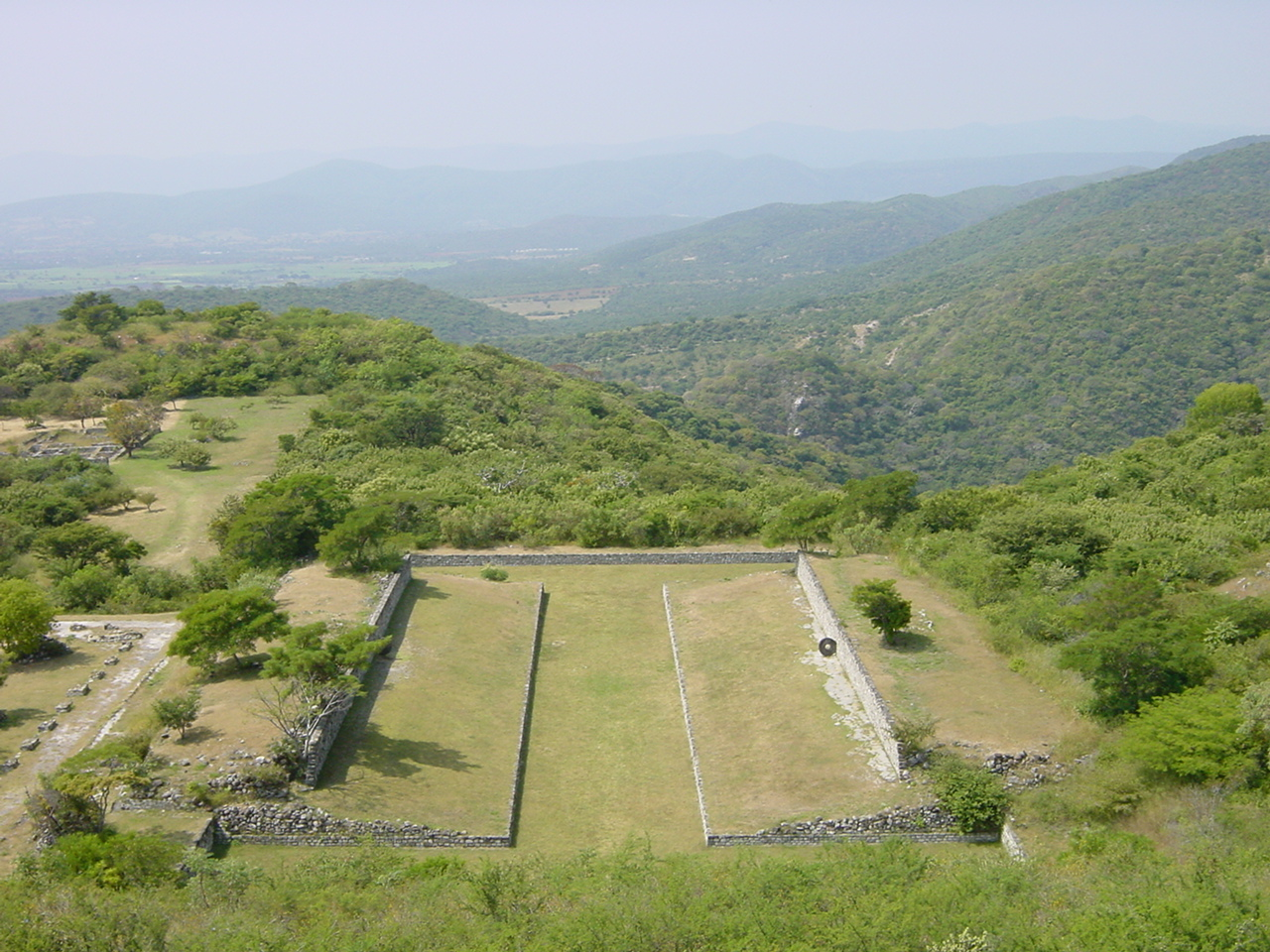
Главная площадка для игры в мяч в Шочикалько

Особый интерес представляют скульптурные рельефы на стенах некоторых зданий. В храме Пернатого змея присутствуют изображения этого божества, стиль которых с очевидностью говорит о влиянии искусства Теотиуакана и майя. Исследователи высказывали предположения, что в Шочикалько могли жить художники из других частей Месоамерики.
Среди других памятников — храмы в форме террасных пирамид, дворцы, три поля для игры в мяч, парные, необычный ряд круглых алтарей и пещера с вырезанными ступенями. Также имеются несколько стоящих стел, другие в настоящее время выставляются в музее Национального института антропологии и истории в Мехико и в музее на месте раскопок.
Основной церемониальный центр и жилищные постройки (большая часть которых не откопана) расположены на длинных террасах на склонах искусственно выравненного холма. Поселение было впервые основано в 200 году до н. э., но развилось в городской центр только к периоду 700—900 года н. э. Практически все сохранившиеся строения были построены в этот период. На пике развития население города могло составлять 20 тыс. человек.
В настоящее время в районе раскопок открыт музей, который работает для посетителей с 10 до 17 без выходных. Попасть в обсерваторию можно только после полудня.

## История исследования
Руины были впервые описаны исследователем Антонио Альзате в 1777 году. Александр фон Гумбольдт опубликовал иллюстрации и описание Шочикалько в 1810 году. Руины даже посетил император Мексики Максимилиан I. Храм Пернатого змея был восстановлен под руководством мексиканского археолога Леопольдо Батреса в 1910 году. Большая часть раскопок и восстановительных работ были выполнены в ходе проекта под руководством Эдуардо Ногеры (Eduardo Noguera) и Сесара Саенса (César Saenz), который длился с 1940-х по 1960-е года. В 1976 году археолог Ренне Хирт из Университета штата Пенсильвания начал многосезонные полевые работы, результатом которых явились карта города и раскопки домов и обсидиановых мастерских. В 1988 году также проводились обширные археологические работы, после которых был создан музей для хранения всех экспонатов.

## Уничтожение города
Насколько можно понять из археологических данных, около 900 года н. э. город Шочикалько был сожжён и уничтожен. В домах были оставлены различные предметы, что может говорить о том, что город был покинут и уничтожен очень быстро. Малая часть населения продолжала жить на нижней части склонов холма. Позже, в районе 1200 года, поселение было повторно заселено предками ацтекоговорящих жителей современного штата Морелос.
Шочикалько внесён в список Всемирного наследия ЮНЕСКО и довольно популярен среди туристов.

## Храм Пернатого змея

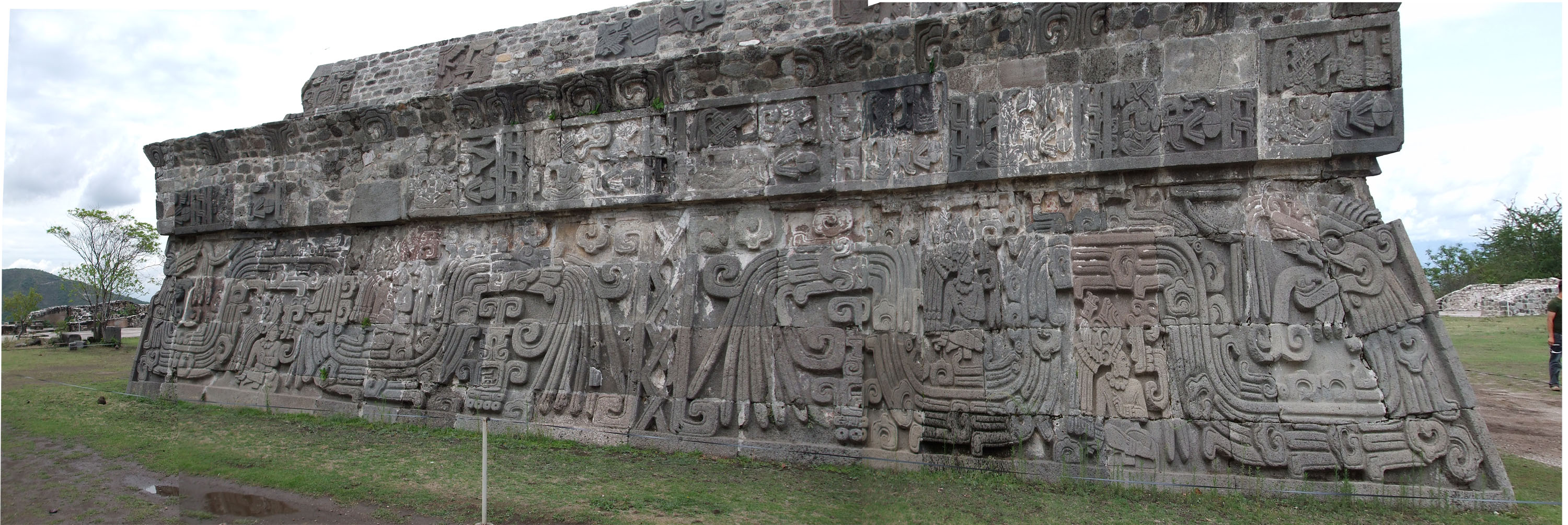
Храм Пернатого змея